# Pierre Wininger
Pierre Wininger (* 8. September 1950 in Saint-Mandé; † 25. Dezember 2013 in Brest) war ein französischer Comiczeichner.
Wininger schuf ab 1976 Abenteuergeschichten um Victor Billetoux für das Magazin Circus, welche vom Verlag Glénat in drei Alben nachgedruckt wurden. 1980 folgte für das Magazin Okapi die Serie Nicéphore Vaucanson. Alle drei Alben erschienen als Nikodemus Borodin auch auf Deutsch beim Carlsen Verlag. Für die Jugendzeitschrift Je bouquine zeichnete er Comicversionen der Weltliteratur.